# Nia Reed
Nia Kai Reed (Cleveland, 27 giugno 1996) è una pallavolista statunitense, opposto delle Omaha Supernovas.

## Carriera

### Club
La carriera di Nia Reed inizia nei tornei scolastici del New Jersey, giocando per la Immaculate Heart. Dopo il diploma gioca a livello universitario, partecipando alla NCAA Division I dal 2014 al 2018, saltando la prima annata, con la Penn State.
Nel gennaio 2019 firma il suo primo contratto professionistico nella Sultanlar Ligi turca, ingaggiata per la seconda parte della stagione 2018-19 dall'Halkbank, mentre nella stagione seguente gioca nella divisione cadetta turca con l'Edremit Altınoluk. Nel campionato 2020-21 emigra in Francia, dove partecipa alla Ligue A con il Volero Le Cannet, mentre in quello seguente approda sui campi della Superliga Série A con il Bauru, conquistando la Coppa del Brasile e venendo premiata come miglior opposto del campionato.
Nella stagione 2022-23 approda in Corea del Sud, dove prende parta alla V-League, selezionata come prima scelta del draft dalle AI Peppers: nel marzo 2023 viene espulsa dalla nazione asiatica per possesso di sostanze illegali; poco dopo torna in campo a Porto Rico, giocando l'ultima parte della Liga de Voleibol Superior Femenino 2023 con le Criollas de Caguas. Torna quindi in patria, partecipando prima all'Athletes Unlimited 2023 e poi alla Pro Volleyball Federation 2024, difendendo i colori delle Omaha Supernovas.

### Nazionale
Nel 2022 riceve le prime convocazioni nella nazionale statunitense, prendendo parte ad alcuni incontri della Volleyball Nations League, prima di aggiudicarsi la medaglia di bronzo alla Coppa panamericana e quella d'argento alla NORCECA Final Six.

## Palmarès

### Club
- Coppa del Brasile: 1

2022

### Nazionale (competizioni minori)
- Coppa panamericana 2022
- NORCECA Final Six 2022

### Premi individuali
- 2022 - Superliga Série A: Miglior opposto